# ويليام فرانك كارفر
ويليام فرانك كارفر (بالإنجليزية: William Frank Carver)‏ هو قناص أمريكي، ولد في 1840، وتوفي في 1927.